# Miscanthus giganteus
Miscanthus giganteus es una especie de pasto de la familia de las poáceas. 

## Descripción
Es un pasto perenne usado en la producción de energía. Además es un cultivo amigable con el ambiente. Su gran sistema radicular captura nutrientes, y sus tallos dan protección a la vida silvestre. Por su alto rendimiento en biomasa, Miscanthus es un excelente secuestrador de carbono y aportador de materia orgánica al suelo.

## Usos
Miscanthus giganteus es muy buena fuente de biomasa para producir energía de directa combustión o a través de la producción de etanol celulósico.